# Gimme Love (Alexia)
Gimme Love è un singolo di Alexia pubblicato nel 1998.

## La canzone
È il primo singolo promozionale dell'album The Party che è stato pubblicato nel 1998. Il brano si piazza nelle classifiche europee ai primi posti, e vende da solo oltre 100 000 copie. Raggiunge anche il mercato inglese piazzandosi al numero 1 della pop-chart di Music Week. Vengono fatte quattro riedizioni dell'album, tra cui due destinate al mercato inglese.
Del singolo parlano anche i telegiornali italiani, Alexia viene invitata nei principali show televisivi e musicali non solo in Italia, ma anche in Finlandia, Svizzera, Spagna, Inghilterra e Brasile, per finire con il Festivalbar dove si esibisce per prima aprendo la manifestazione estiva.

## Il videoclip
Della canzone sono state fatte due versioni: la prima destinata al mercato internazionale, dove Alexia canta all'interno di una pazza casa piena di gente che va e viene impegnata nell'organizzare la festa di compleanno per l'artista, il secondo video è formato da spezzoni del video precedente ma in versione accelerata e remixata e prettamente destinato al mercato inglese.

## Tracklist
1. Gimme Love (Italian Version)
2. Gimme Love (Radio Version)
3. Gimme Love (Mix Version)
4. Gimme Love (Remix Version)

## Edizioni
- Gimme Love (Italian Edition)
- Gimme Love (Italian Remix Edition)
- Gimme Love (UK Promo Edition)
- Gimme Love (UK Edition)

## Classifiche
| Classifica (1998) | Posizione massima |
| ----------------- | ----------------- |
| Finlandia         | 6                 |
| Italia            | 3                 |
| Regno Unito       | 17                |
| Svezia            | 36                |
| Svizzera          | 38                |

| Classifica di fine anno (1998) | Posizione |
| ------------------------------ | --------- |
| Brasile                        | 85        |